# Gussy Holl
Pour l’article homonyme, voir Holl.
Gussy Holl (née Auguste Marie Holl le 22 février 1888 à Francfort-sur-le-Main, Empire allemand; morte le 16 juillet 1966 à Salzbourg, Autriche) fut une actrice du cinéma muet et une chanteuse allemande.

## Biographie
Gussy Holl fut brièvement une star aux débuts de la République de Weimar, apparaissant dans des films de Friedrich Wilhelm Murnau ou Richard Oswald.
Elle fut l'épouse de Conrad Veidt puis celle d'Emil Jannings.

## Filmographie partielle
- 1913 : Le Voyage en ballon
- 1919 : Prostitution
- 1921 : Sehnsucht

## Sources de la traduction
- (en) Cet article est partiellement ou en totalité issu de l’article de Wikipédia en anglais intitulé « Gussy Holl » (voir la liste des auteurs).